# Sierra Kidd
 (décembre 2021).
- Si vous ne connaissez pas le sujet, laissez ce bandeau (vous pouvez alors contacter les auteurs).
- Si vous supprimez le contenu mis en cause (vous pouvez préalablement contacter les auteurs),

argumentez précisément cette suppression dans la page de discussion
(un manque de référence n'est pas un argument ; une recherche réelle de référence doit avoir été effectuée, être formellement documentée).
Sierra Kidd, nom de scène de Manuel Marc Jungclaussen, est un chanteur et rappeur allemand, né le 23 septembre 1996 à Emden.

## Biographie
Manuel Marc Jungclaussen naît en 1996 à Emden. Il apparaît d'abord sous le nom d'artiste Zwille, et sort des démos, l'EP Stadtlichter et l'album Nicki Minaj.
Le 16 janvier 2013, il met en ligne sa première vidéo Kopfvilla sous le nom d'artiste de Sierra Kidd. Il a reçu peu d'attention au début, mais a gagné en notoriété grâce à Internet et des musiciens tels que Vega, RAF Camora ou Chakuza. Le 26 juin 2013, il signe avec le label Indipendenza.
Le 20 décembre 2013, il sort son premier EP officiel Kopfvilla. Son premier album studio Nirgendwer sort le 4 juillet 2014 et atteint la 6e place du classement allemand.  En même temps que Nirgendwer, son EP Kopfvilla 2.0 n'est disponible que dans l'édition limitée de l'album studio.
Lors du Bundesvision Song Contest 2014, il présente 20.000 Rosen pour la Basse-Saxe et prend la 13e place des 16 représentants des Länder. Il sort peu après l'album Kidd of Rap: Kill It qui n'est disponible qu'en ligne en téléchargement gratuit.
Le 25 janvier 2015, il annonce sa séparation d'Indipendenza et la création de son propre label TeamFuckSleep. Après la sortie de plusieurs démos, l'album FSOD, qui signifie Fuck Sleep Or Die, sort le 25 septembre 2015, sans aucune annonce. Le 17 septembre 2016, il sort sur Internet l'EP b4death puis un autre B4FUNERAL le 28 septembre 2016.
En 2017, il annonce la fin de sa carrière avec l'album studio Rest In Peace. Cependant, il revient avec une nouvelle musique, un nouveau style et une nouvelle image. Rest In Peace paraît le 9 juin 2017 et est 8e du classement allemand. En même temps que l'album sortent les EPs Sierra Kidd & Friends, Sierra Kidd Live et Bando. Après des démos, il publie l'album DAYS BEFORE REAL LIFE le 20 octobre 2017 et d'autres démos présentés auparavant sur Internet. Le 24 novembre, il donne l'album FS Mansion, qui signifie FuckSleep Mansion, en tant que mixtape d'après-spectacle pour le Rest In Peace Tour 2017.
Début 2018, il annonce un autre EP Facetats & Heartsbreaks et publie trois morceaux, y compris une liste complète des morceaux sur Internet. Pourtant peu de temps après il supprime ces vidéos et annule la publication de l'EP. Puis il annonce dans une diffusion en direct sur Internet que l'EP Facetats & Heartsbreaks et l'album studio Real Life seront en précommande en mai 2018. Mais seul l'album est publié. En 2018, il se présente parfois simplement sous le nom de Kidd.
Le 3 mai 2019, il revient de sa pause de près d'un an sur les réseaux sociaux et annonce son album studio TFS, qui signifie TeamFuckSleep. Il est 5e du classement allemand. C'est un album profond qui, selon sa propre déclaration, est son œuvre la plus personnelle à ce jour. L'album studio 600 Tage, disponible uniquement numériquement, paraît le 19 juin 2020.
Son dixième album Naosu sort le 1er avril 2021. Il prend la première place du classement des ventes en Allemagne,.
Sierra Kidd souffre d'anxiété généralisée depuis janvier 2018. Il en parle sur son album studio TFS et surtout sur le morceau Januar 2018, produit par le producteur et artiste Wilson, ou wxlsxn.

## Discographie
Albums
- 2012 : Nicki Minaj (en tant que Zwille)
- 2014 : Nirgendwer
- 2014 : Kidd of Rap: Kill It
- 2015 : FSOD
- 2017 : Rest In Peace
- 2017 : FS Mansion
- 2017 : DAYS BEFORE REAL LIFE
- 2019 : TFS
- 2020 : 600 Tage
- 2021 : Naosu

Extended Plays
- 2011 : Stadtlichter (en tant que Zwille)
- 2013 : Kopfvilla
- 2014 : Kopfvilla 2.0
- 2016 : B4Death
- 2016 : B4Funeral
- 2017 : Bando
- 2018 : Real Life

Singles
- 2013 : Signal
- 2014 : Knicklicht
- 2014 : 20.000 Rosen
- 2015 : Flucht
- 2017 : Bis ins Grab
- 2018 : Schon Wieder High
- 2018 : Ich bin down und die Welt schaut zu
- 2018 : Different Stages
- 2018 : Check (feat. Felikz)
- 2018 : Broad Day
- 2018 : Orbit
- 2018 : Real Life
- 2018 : Auto in der Bucht
- 2019 : Sorry Not Sorry
- 2019 : NWD
- 2020 : Blessings
- 2020 : Falte die Hände
- 2020 : Gott
- 2020 : Fucksleepseason
- 2020 : Location
- 2020 : Palmen
- 2020 : Big Boi
- 2020 : Money machen
- 2021 : Weiter
- 2021 : Safira
- 2021 : Wann hört der Schmerz auf